# Joachim Rademacher
Joachim Leonhard Erich Rademacher (Magdeburgo, 20 gennaio 1906 – Dortmund, 21 ottobre 1970) è stato un pallanuotista tedesco, vincitore di una medaglia d'oro all'olimpiade di Amsterdam 1928 ed una d'argento a Los Angeles 1932.
Era il fratello di Erich Rademacher.